# Kastorf
Kastorf ist eine Gemeinde im Kreis Herzogtum Lauenburg in Schleswig-Holstein. Müssenkamp, Bahnhof Kastorf und Christianshöhe liegen im Gemeindegebiet.

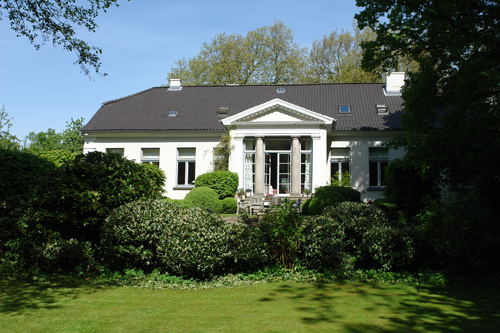
Kastorfer Herrenhaus 2009

## Geschichte
Das Dorf wurde 1286 zum ersten Mal urkundlich erwähnt. Die ursprünglichen Besitzer, die Herren von Krummesse, verkauften 1377 das Gut mit dem Dorf an den Lübecker Kaufmann Arnd Starke. Nach einem Vergleich zwischen der Stadt Lübeck und Hannover 1747 wurde das Rittergut und das Dorf wieder lauenburgisch. Ab 1930 wurde das Gut aufgesiedelt. Seit 1889 gehört die Gemeinde zum Amtsbezirk bzw. Amt Berkenthin.

## Politik

### Gemeindevertretung
Bei der Kommunalwahl am 14. Mai 2023 wurden insgesamt elf Sitze vergeben. Von diesen erhielt die Allgemeine Wählergemeinschaft Kastorf sechs Sitze, die SPD drei Sitze und die Aktiven Kastorfer Bürger zwei Sitze.

### Wappen
Blasonierung: „Über einem abgeflachten silbernen Dreiberg von Rot und Grün geteilt durch einen sich nach oben verjüngenden Schrägbalken, dieser oben von einem gegenläufigen kurzen schwebenden silbernen Balken gekreuzt. Oben eine silberne Pferdegruppe, unten ein silberner Pflug.“

## Sehenswürdigkeiten
In der Liste der Kulturdenkmale in Kastorf stehen die in der Denkmalliste des Landes Schleswig-Holstein eingetragenen Kulturdenkmale.
Das Kastorfer Herrenhaus wurde 1801/1802 vom dänischen Baumeister Christian Frederik Hansen für Christian Freiherr von Hammerstein entworfen und von Joseph Christian Lillie erbaut.

## Söhne und Töchter (Auswahl)
- Christian Freiherr von Hammerstein (1769–1850), Offizier, Schriftsteller und Landwirt
- Wilhelm von Hammerstein (1808–1872), Ministerpräsident des Königreiches Hannover
- Theodor von Levetzow (1843–1902), Marineoffizier, Reichskommissar für das Auswanderungswesen